# Tomaspis cingula
Tomaspis cingula är en insektsart som beskrevs av Melichar 1915. Tomaspis cingula ingår i släktet Tomaspis och familjen spottstritar. Inga underarter finns listade i Catalogue of Life.